# Grand Prix Belgie 2002
Grand Prix Belgie (LX. Grand Prix de Belgique) byla 14. závodem sezóny 2002, který se konal 1. září 2002 na okruhu Spa-Francorchamps. V závodě zvítězil, pošesté, Michael Schumacher na voze Ferrari. Rubens Barrichello druhým místem zajistil pro Ferrari 58. double v historii.
V boxech proběhla menší módní přehlídka s fotografováním na monopostech. Hosté týmu Renault, zpěvačka Lisa Stansfield, plavec Pieter van den Hoogenband a nizozemský rychlobruslař Jochem Uytdehaage, byli v rukou testovacího pilota Fernanda Alonsa. V týmu Williams se objevil olympijský vítěz na 800 m Nils Schumann. Tým Sauber hostil mladé hráče a hráčky házené a badmintonu z klubů Malmedy Handball Club a Badminton Club de Malmedy.

## Popis závodu

### Trénink
Rubens Barrichello byl nejrychlejším pilotem prvního pátečního tréninku, předčil tak jak svého týmového kolegu Michaela Schumachera tak i své soupeře, Davida Coulthard na třetím místě, Jarna Trulliho, Kimi Räikkönena a Eddie Irvineho. Start prvního tréninku byl o hodinu odložen kvůli mlze na trati a později celá sekce byla zkrácena na polovinu. Ferrari zajelo nejrychlejší časy a Coulthard na třetím místě ztrácel víc než sekundu, Trulli na čtvrtém již téměř 2 s a Irvine na 6. místě 2,1s. Tým Arrows oznámil, že je připraven k účasti v Grand Prix Belgie, poté co se dohodl se svým americkým investorem. Oba vozy prošli vstupní technickou kontrolou a na soupisce figurovala jména obou pilotů: Bernoldi a Frentzen. Posléze byl ze smlouvy vyvázán Frentzen a na trati se neobjevil ani Bernoldi.
Ve druhé části pátečního tréninku byl nejrychlejší Kimi Räikkönen s vozem McLaren před týmovým kolegou Coulthardem a oběma Ferrari. Vozy McLaren byly překvapivě rychlejší než jejich konkurence od Ferrari.

### Kvalifikace
Michael Schumacher získal již 5. pole position v sezoně a první na trati ve Spa. Druhé místo si zajistil Kimi Räikkönen a třetí byl Rubens Barrichello, čtvrté místo patřilo Ralfu Schumacherovi a sedmé Montoyovi. Michael Schumacher si vytvořil náskok na svého týmového kolegu Rubense Barrichella 0,6 s, se stejným odstupem skončila i dvojice Räikkönen - Coulthard.
V první části kvalifikace se až do 17 minuty téměř nic nedělo, poté Mark Webber poslal svůj vůz mimo trať. Kimi Räikkönen byl jediný z jezdců předních týmu, který byl na trati a dlouhou dobu byl na pomyslném poli position. Překonal ho později Michael Schumacher, z počátku se zdálo, že vzhledem k propastným rozdílům, se boj o pole position odehraje jen mezi těmito jezdci. Kimi Räikkönen posléze odsunul Schumachera na druhé místo, který byl zbrzděn žlutými vlajkami, které byly vyvěšeny po explozi motoru u vozu Oliviera Panise a na trať se dostal olej. Räikkönen se znovu vydal na trať, ale svůj čas nedokázal zlepšit, zatímco Michael Schumacher se dostal zpět na pole. V samotném finále to byl právě Kimi Räikkönen, který mohl jako první promluvit do pořadí, ale přesto že svůj čas zlepšil na Schumachera to nestačilo a tak Michael již v posledním kole nemusel jet na plno.
Vozy obouvající pneumatiky Michelin měli na trati určitou výhodu (8 vozů v první desítce), ale ani to nestačilo na získání nejvýhodnější pozice na startu a jen Kimi Räikkönen se dokázal dostat před druhé Ferrari. Předpokládalo se, že to bude Williams, který bude bojovat s Ferrari o čelní pozice. Ve zbytku startovního pole si nejlépe vedl Jarno Trulli na sedmém místě. Eddie Irvine s vylepšenou verzí vozu Jaguar dokázal zajet 8 čas, první desítku uzavírá Mika Salo a Jenson Button.
Kvalifikace se vůbec nepovedla stáji Sauber, Felipe Massa porazil zkušenějšího Heidfelda o 0,376 s. Olivier Panis musel absolvovat závěr kvalifikace v náhradním voze, poté co ho zradil agregát Honda. Stejně tak musel do náhradního vozu i Giancarlo Fisichella, který po najetí na olejovou skvrnu skončil v kačírku.
V bitvě týmových kolegů Michael Schumacher i Kimi Räikkönen předčili Rubense Barrichella a Davida Coultharda shodně o 0,609 s. Mark Webber překonal Anthoniho Davidsona o 0,608 s. Nejtěsnější rozdíl byl mezi Jacquesem Villeneuvem a Olivierem Panisem (0,150 s), Eddim Irvinem a Pedrou de la Rosou (0,191 s) a Ralfem Schumacherem a Juanem Pablem Montoyou (0,286 s).

### Závod
Michael Schumacher zvítězil po desáté v jedné sezóně čímž stanovil nový rekord. Na stupně vítězů jej doprovodil Rubens Barrichello a Juan Pablo Montoya, na dalších místech se umístili David Coulthard, Ralf Schumacher a Eddie Irvine, který zajistil pro Jaguar první bod od Velké ceny Austrálie.
Ferrari jely svůj vlastní závod a nedali zbytku pole šanci zasáhnout do boje o první příčku, Montoya na třetím místě ztrácel v jednu chvíli přes 47 sekund. Krom zdrcující dominance Michaela Schumachera byl závod pozoruhodný vysokou úmrtností motorů (6 jezdců). Startovní proceduru nejlépe zvládl Rubens Barrichello, který přespurtoval Kimi Räikkönena, naopak Ralf Schumacher na okamžik zaváhal a toho využil jak Montoya tak Coulthard. V průběhu druhého kola se Montoya protáhl před Räikkönena na třetí místo. Nejslabší pohonnou jednotkou se ukázal motor Renault, v 10. kole zradil Buttona a v 35. kole i Trulliho, ve stejném kole se odporoučel i motor Mercedes ve voze McLaren Kimiho Räikkönena. Ralf Schumacher i Eddie Irvine se tak dostali na bodované pozice. Ani druhé zastávky v boxech nezměnili pořadí v čele startovního pole. V závěrečné části závodu Michael Schumacher výrazně zpomalil a tak se odstup mezi oběma Ferrari ztenčil z 20 s na necelé dvě sekundy. Mezitím své monoposty odstavili Felipe Massa, Giancarlo Fisichella a Olivier Panis, všichni pro poruchu na motoru. Eddie Irvine dovezl Jaguar ke 4. bodu v sezóně po dlouhém půstu 13 Grand Prix.

## Výsledky
- 1. září 2002
- Okruh Spa-Francorchamps
- 44 kol x 6,963 km = 306,372 km
- 694. Grand Prix
- 63. vítězství Michaela Schumachera
- 156. vítězství pro Ferrari

| Pozice | Jezdec               | Vůz             | Čas            |
| ------ | -------------------- | --------------- | -------------- |
| 1      | Michael Schumacher   | Ferrari F2002   | 1:21'20.634    |
| 2      | Rubens Barrichello   | Ferrari F2002   | á 0:01:977     |
| 3      | Juan Pablo Montoya   | Williams FW24   | á 0:18:445     |
| 4      | David Coulthard      | McLaren MP 4/17 | á 0:19:358     |
| 5      | Ralf Schumacher      | Williams FW24   | á 0:56:440     |
| 6      | Eddie Irvine         | Jaguar R3       | á 1:17:370     |
| 7      | Mika Salo            | Toyota TF102    | á 1:17:809     |
| 8      | Jacques Villeneuve   | BAR 004         | á 1:19:855     |
| 9      | Allan McNish         | Toyota TF02     | á 1 kolo       |
| 10     | Nick Heidfeld        | Sauber C 21     | á 1 kolo       |
| 11     | Takuma Sató          | Jordan EJ12     | á 1 kolo       |
| 12     | Olivier Panis        | BAR 004         | á 5 kol /Motor |
| Kolo   | Odstoupili           | -               | Příčina        |
| 38     | Giancarlo Fisichella | Jordan EJ12     | Motor          |
| 37     | Pedro de la Rosa     | Jaguar R3       | Suspenzor      |
| 37     | Felipe Massa         | Sauber C 21     | Motor          |
| 35     | Kimi Räikkönen       | McLaren MP 4/17 | Motor          |
| 35     | Jarno Trulli         | Renault R202    | Motor          |
| 17     | Anthony Davidson     | Minardi PS02    | Mimo trať      |
| 10     | Jenson Button        | Renault R202    | Motor          |
| 4      | Mark Webber          | Minardi R202    | Převodovka     |

## Nejrychlejší kolo
- Michael Schumacher Ferrari 1'47.176- 233.884 km/h
- 50. nejrychlejší kolo Michaela Schumachera
- 156. nejrychlejší kolo pro Ferrari
- 66. nejrychlejší kolo pro Německo
- 92. nejrychlejší kolo pro vůz se startovním číslem 1

## Vedení v závodě
| Kola           | km         | Jezdec             | %   |
| -------------- | ---------- | ------------------ | --- |
| 1. – 16. kolo  | 111,152 km | Michael Schumacher | 37% |
| 17. kolo       | 6,947 km   | Rubens Barrichello | 2%  |
| 18. – 44. kolo | 187,569 km | Michael Schumacher | 61% |

| Schumacher | B | Schumacher |
| ---------- | - | ---------- |

## Postavení na startu
Michael Schumacher - Ferrari F2002- 1'43726
- 48. Pole position Michaela Schumachera
- 156. Pole position pro Ferrari
- 52. Pole position pro Německo
- 106. Pole position pro vůz se startovním číslem 1

| *  | *                                    | *  | *                                    | Kvalifikace                          | 2. sekce                             | 1. sekce                             | Warm Up                              |
| -- | ------------------------------------ | -- | ------------------------------------ | ------------------------------------ | ------------------------------------ | ------------------------------------ | ------------------------------------ |
| 1  | Michael Schumacher Ferrari 1'43.726  |    |                                      | Michael Schumacher Ferrari 1'43.726  | Kimi Räikkönen McLaren 1'44.870      | Kimi Räikkönen McLaren 1'47.196      | Michael Schumacher Ferrari 1'48.044  |
|    |                                      | 2  | Kimi Räikkönen McLaren 1'44.150      | Kimi Räikkönen McLaren 1'44.150      | Michael Schumacher Ferrari 1'44.951  | David Coulthard McLaren 1'47.356     | Kimi Räikkönen McLaren 1'49.033      |
| 3  | Rubens Barrichello Ferrari 1'44.335  |    |                                      | Rubens Barrichello Ferrari 1'44.335  | David Coulthard McLaren 1'45.407     | Michael Schumacher Ferrari 1'47.403  | David Coulthard McLaren 1'49.104     |
|    |                                      | 4  | Ralf Schumacher Williams 1'50.086    | Ralf Schumacher Williams 1'44.348    | Rubens Barrichello Ferrari 1'45.451  | Rubens Barrichello Ferrari 1'48.321  | Pedro de la Rosa Jaguar 1'49.107     |
| 5  | Juan Pablo Montoya Williams 1'44.634 |    |                                      | Juan Pablo Montoya Williams 1'44.634 | Juan Pablo Montoya Williams 1'45.620 | Ralf Schumacher Williams 1'48.435    | Rubens Barrichello Ferrari 1'49.403  |
|    |                                      | 6  | David Coulthard McLaren 1'44.759     | David Coulthard McLaren 1'44.759     | Ralf Schumacher Williams 1'45.696    | Jenson Button Renault 1'48.778       | Jarno Trulli Renault 1'49.463        |
| 7  | Jarno Trulli Renault 1'45.386        |    |                                      | Jarno Trulli Renault 1'45.386        | Mika Salo Toyota 1'46.324            | Pedro de la Rosa Jaguar 1'48.902     | Olivier Panis BAR 1'49.806           |
|    |                                      | 8  | Eddie Irvine Jaguar 1'45.865         | Eddie Irvine Jaguar 1'45.865         | Olivier Panis BAR 1'46.628           | Juan Pablo Montoya Williams 1'48.969 | Ralf Schumacher Williams 1'50.086    |
| 9  | Mika Salo Toyota 1'45.880            |    |                                      | Mika Salo Toyota 1'45.880            | Pedro de la Rosa Jaguar 1'46.759     | Eddie Irvine Jaguar 1'49.222         | Jacques Villeneuve BAR 1'50.151      |
|    |                                      | 10 | Jenson Button Renault 1'45.972       | Jenson Button Renault 1'45.972       | Jenson Button Renault 1'46.820       | Mika Salo Toyota 1'49.260            | Nick Heidfeld Sauber 1'50.155        |
| 11 | Pedro de la Rosa Jaguar 1'46.056     |    |                                      | Pedro de la Rosa Jaguar 1'46.056     | Giancarlo Fisichella Jordan 1'46.866 | Allan McNish Toyota 1'49.560         | Juan Pablo Montoya Williams 1'50.364 |
|    |                                      | 12 | Jacques Villeneuve BAR 1'46.403      | Jacques Villeneuve BAR 1'46.403      | Eddie Irvine Jaguar 1'46.873         | Jarno Trulli Renault 1'49.603        | Mika Salo Toyota 1'50.466            |
| 13 | Allan McNish Toyota 1'46.485         |    |                                      | Allan McNish Toyota 1'46.485         | Jacques Villeneuve BAR 1'47.087      | Jacques Villeneuve BAR 1'49.897      | Jenson Button Renault 1'50.610       |
|    |                                      | 14 | Giancarlo Fisichella Jordan 1'46.508 | Giancarlo Fisichella Jordan 1'46.508 | Felipe Massa Toyota 1'47.092         | Giancarlo Fisichella Jordan 1'50.144 | Allan McNish Toyota 1'50.757         |
| 15 | Olivier Panis BAR 1'49.553           |    |                                      | Olivier Panis BAR 1'49.553           | Jarno Trulli Renault 1'47.292        | Takuma Sató Jordan 1'50.357          | Felipe Massa Toyota 1'50.757         |
|    |                                      | 16 | Takuma Sató Jordan 1'46.875          | Takuma Sató Jordan 1'46.875          | Takuma Sató Jordan 1'47.376          | Olivier Panis BAR 1'50.392           | Giancarlo Fisichella Jordan 1'50.941 |
| 17 | Felipe Massa Toyota 1'46.896         |    |                                      | Felipe Massa Toyota 1'46.896         | Nick Heidfeld Sauber 1'47.387        | Felipe Massa Toyota 1'51.068         | Eddie Irvine Jaguar 1'51.500         |
|    |                                      | 18 | Nick Heidfeld Sauber 1'47.272        | Nick Heidfeld Sauber 1'47.272        | Allan McNish Toyota 1'47.670         | Anthony Davidson Minardi 1'51.270    | Anthony Davidson Minardi 1'52.292    |
| 19 | Mark Webber Minardi 1'47.562         |    |                                      | Mark Webber Minardi 1'47.562         | Mark Webber Minardi 1'48.735         | Nick Heidfeld Sauber 1'51.355        | Mark Webber Minardi 1'52.653         |
|    |                                      | 20 | Anthony Davidson Minardi 1'48.170    | Anthony Davidson Minardi 1'48.170    | Anthony Davidson Minardi 1'49.386    | Mark Webber Minardi 1'52.343         | Takuma Sató Jordan 2'07.290          |

## Zajímavosti
- 63 vítězství Michaela Schumachera (Nový rekord)
- 50 nejrychlejší kolo pro Michaela Schumachera (Nový rekord)
- Michael Schumacher jel v čele závodu 3542 kol (Nový rekord)
- Michael Schumacher vystoupil po 111 na stupně vítězů (Nový rekord)

| Pole position      | Vítězství          | Nej. kolo          |
| Německo            | Německo            | Německo            |
| Michael Schumacher | Michael Schumacher | Michael Schumacher |
| Ferrari F2002      | Ferrari F2002      | Ferrari F2002      |
| 1'43.726           | 1:21'20.634        | 1'47.176           |
| 241.108 km/h       | 225.463 km/h       | 233.347 km/h       |
| ------------------ | ------------------ | ------------------ |

### Stav MS
- GP - body získané v této Grand Prix

| *  | Jezdec                | Body | GP | *  | Vůz      | Body | GP | * | Stát           | Body | GP |
| -- | --------------------- | ---- | -- | -- | -------- | ---- | -- | - | -------------- | ---- | -- |
| 1  | Michael Schumacher    | 122  | 10 | 1  | Ferrari  | 173  | 16 | 1 | Německo        | 171  | 12 |
| 2  | Rubens Barrichello    | 51   | 6  | 2  | Williams | 86   | 6  | 2 | Brazílie       | 55   | 6  |
| 3  | Juan Pablo Montoya    | 44   | 4  | 3  | McLaren  | 57   | 3  | 3 | Velká Británie | 52   | 4  |
| 4  | Ralf Schumacher       | 42   | 2  | 4  | Renault  | 15   |    | 4 | Kolumbie       | 44   | 4  |
| 5  | David Coulthard       | 37   | 3  | 5  | Sauber   | 11   |    | 5 | Finsko         | 22   |    |
| 6  | Kimi Räikkönen        | 20   |    | 6  | Jordan   | 7    |    | 6 | Itálie         | 11   |    |
| 7  | Jenson Button         | 11   |    | 7  | BAR      | 5    |    | 7 | Kanada         | 3    |    |
| 8  | Giancarlo Fisichella  | 7    |    | 8  | Jaguar   | 4    | 1  | 8 | Austrálie      | 2    |    |
| 9  | Nick Heidfeld         | 7    |    | 9  | Minardi  | 2    |    | 9 | Francie        | 2    |    |
| 10 | Jarno Trulli          | 4    |    | 10 | Toyota   | 2    |    |   |                |      |    |
| 11 | Eddie Irvine          | 4    | 1  | 11 | Arrows   | 2    |    |   |                |      |    |
| 12 | Felipe Massa          | 4    |    |    |          |      |    |   |                |      |    |
| 13 | Jacques Villeneuve    | 3    |    |    |          |      |    |   |                |      |    |
| 14 | Mark Webber           | 2    |    |    |          |      |    |   |                |      |    |
| 15 | Olivier Panis         | 2    |    |    |          |      |    |   |                |      |    |
| 16 | Heinz Harald Frentzen | 2    |    |    |          |      |    |   |                |      |    |
| 17 | Mika Salo             | 2    |    |    |          |      |    |   |                |      |    |